# Едуардс
Едуардс (на английски: Edwards Plateau) е плато в южната част на САЩ, в щата Тексас, разположено в най-южната част на Великите равнини. Дължината му от север на юг е 388 km, ширината до 345 km, а площта – 99 049 km². На североизток е ограничено от долината на река Колорадо, а на югозапад – от долините на река Рио Гранде и левият ѝ приток Пекос. На северозапад постепенно преминава в по-високо разположеното плато Ляно Естакадо, а на югоизток плавно се понижава към Примексиканската низина. Максималната му височина е 902 m, в окръг Рейгън. Цялото плато е дълбоко разчленено от каньонообразните долини на реките Кончо, Сан Саба, Ляно, Девилс и др. Преобладават сухостепните треви, сукулентите и мескитовите храсти.